# Incilius coniferus
Incilius coniferus är en groddjursart som först beskrevs av Cope 1862.  Incilius coniferus ingår i släktet Incilius och familjen paddor. IUCN kategoriserar arten globalt som livskraftig. Inga underarter finns listade i Catalogue of Life.